# Posłowie do Parlamentu Europejskiego 1962–1965
Posłowie do Parlamentu Europejskiego w latach 1962–1965 zostali mianowani przez parlamenty krajowe 6 państw członkowskich wspólnot europejskich. Kadencja rozpoczęła się 9 stycznia 1962 i zakończyła się 21 października 1965.
Pomiędzy państwa członkowskie podzielono 142 mandaty.
Na mocy porozumienia między liberałami a chadekami przewodniczącym PE był Gaetano Martino (do 1964) i następnie Jean Duvieusart.
W Parlamencie Europejskim w latach 1962–1965 powołano pięć frakcji politycznych:
- Partia Europejskich Socjalistów (SOC)
- Europejska Partia Ludowa (CD)
- Partia Europejskich Liberałów, Demokratów i Reformatorów (LD)
- Grupa Sojuszu Komunistycznego (COM)
- Niez. (NI)

## Deputowani według grup

### SOC
| Państwo    | Lista | Posłowie | Liczba |
| ---------- | ----- | --- | ------ |
| Belgia     | BSP   | Paul-Henri Spaak | 1      |
|            | PS    | Fernand Dehousse, Henri François Simonet, Hendrik Fayat | 3      |
| Francja    | SFIO  | Guy Mollet, Pierre-Olivier Lapie, Francis Vals, Christian Pineau, Georges Guille | 5      |
|            | RP    | Maurice Faure | 1      |
|            | GD    | Edgar Faure | 1      |
|            | PS    | Georges Spénale, Claude Cheysson | 2      |
|            | UDSR  | René Pleven | 1      |
| Holandia   | PvdA  | Marinus van der Goes van Naters, Gerard Nederhorst (do 29.09.1965), Siep Posthumus, Henk Vredeling | 4      |
| Luksemburg | LSAP  | Victor Bodson, Michel Rasquin | 2      |
| RFN        | SPD   | Walter Arendt, Karl Bergmann, Willi Birkelbach (do 1964), Heinrich Deist (do 1964), Ilse Elsner, Walter Faller, Hellmut Kalbitzer (do 22.01.1964), Gerhard Kreyssig, Herbert Kriedemann, Ludwig Metzger, Wilhelm Michels (do 1964), Hans Stefan Seifriz, Käte Strobel, Hans-Jürgen Wischnewski | 14     |
| Włochy     | PSI   | Pietro Nenni, Mario Zagari, Arialdo Banfi, Antonio Giolitti | 4      |
|            | PSDI  | Giuseppe Saragat, Giuseppe Lupis, | 2      |
| Razem      | Razem | Razem | 40     |

### CD
| Państwo    | Lista | Posłowie | Liczba |
| ---------- | ----- | --- | ------ |
| Belgia     | cdH   | Albert Coppé, Pierre Wigny | 2      |
|            | CD&V  | Alfred Bertrand, Victor Leemans, Théo Lefèvre, Gaston Eyskens | 4      |
|            | RW    | Jean Duvieusart | 1      |
| Francja    | MDF   | Alain Poher, Louis Terrenoine, François de Menthon, Pierre Pflimlin, Maurice Schumann | 5      |
|            | UNR   | Georges Pompidou, Michel Debré, Maurice Couve de Murville, Jean-François Deniau, François-Xavier Ortoli | 5      |
|            | CNI   | Joseph Laniel, Rober Bruyneel | 2      |
|            | RPF   | André Bord | 1      |
| Holandia   | KVP   | Pieter Blaisse, Martin Janssen (do 25.09.1963), Kees van der Ploeg, Wim Schuijt, Filip van Campen, Maan Sassen | 6      |
|            | ARP   | Barend Biesheuvel (do 24.07.1963) | 1      |
|            | CHU   | Johan van Hulst | 1      |
| Luksemburg | CSV   | Lambert Schaus | 1      |
| RFN        | CDU   | Heinrich von Brentano (do 1964), Fritz Burgbacher, Arved Deringer, Ferdinand Friedensburg, Hans Furler, Karl Hahn, Joseph Illerhaus, Hans-Jürgen Klinker, Aloys Lenz, Walter Löhr, Ernst Müller-Hermann, Gerhard Philipp, Hans Richarts, Anton Storch, Walter Hallstein | 15     |
|            | CSU   | Heinrich Aigner, Hans August Lücker, Maria Probst, Otto Weinkamm | 4      |
| Włochy     | DC    | Edoardo Martino, Piero Malvestiti, Giuseppe Petrilli, Franco Maria Malfatti, Lorenzo Natali, Amintore Fanfani, Giovanni Leone, Aldo Moro, Attilio Piccioni, Antonio Segni, Ferdinando Storchi, Carlo Russo, Fernando Tambroni (do 18.02.1963), Giuseppe Pella, Carmine De Martino (do 29.03.1963), Alberto Folchi, Mario Scelba, Lodovico Benvenuti, Francesco Maria Dominedò (do 26.09.1964), Paolo Emilio Taviani, Giuseppe Brusasca | 21     |
| Razem      | Razem | Razem | 69     |

### LIB
| Państwo    | Lista | Posłowie | Liczba |
| ---------- | ----- | --- | ------ |
| Belgia     | PRL   | Jean Rey | 1      |
| Holandia   | VVD   | Frederik Gerard van Dijk (do 4.09.1963), Jo Schouwenaar-Franssen (do 24.07.1963)                              | 2      |
| Luksemburg | DP    | Eugène Schaus, Gaston Thorn                                                                                   | 1      |
| RFN        | FDP   | Robert Margulies, Adolf Mauk, Willy Max Rademacher                                                            | 3      |
| Francja    | PR    | René Mayer, Maurice Bourgès-Maunoury, Félix Gaillard, Pierre Mendès France, Henri Queuille, François Giacobbi | 6      |
| Włochy     | PLI   | Gaetano Martino, Vittorio Badini Confalonieri, Giovanni Porzio (do 22.09.1962)                                | 3      |
|            | PRI   | Randolfo Pacciardi                                                                                            | 1      |
| Razem      | Razem | Razem | 18     |

### COM
| Państwo | Lista | Posłowie      | Liczba |
| ------- | ----- | ------------- | ------ |
| Włochy  | PCI   | Eugenio Reale | 1      |
| Razem   | Razem | Razem         | 1      |

### NI
| Państwo    | Lista       | Posłowie                                                                                                  | Liczba |
| ---------- | ----------- | --- | ------ |
| Belgia     | bezpartyjny | Étienne Davignon, Paul Finet                                                                              | 2      |
| Francja    | bezpartyjny | Robert Marjolin, Robert Lemaignen, Raymond Barre, Pierre Guillaumat Roger Reynaud, Léon Daum, Jean Monnet | 7      |
| Luksemburg | bezpartyjny | Albert Borschette                                                                                         | 1      |
| Włochy     | bezpartyjny | Altiero Spinelli, Rinaldo Del Bo, Carlo Scarascia-Mugnozza                                                | 4      |
| Razem      | Razem       | Razem | 14     |

## Zmiany deputowanych
Holandia
| - Reint Laan (PvdA, od 16 czerwca 1965) - Pierre Lardinois (KLV, od 14.10.1963) - Jacqueline Rutgers (ARP, od 14.10.1963) - Jan Baas (VVD, od 16.09.1963) - Cees Berkhouwer (VVD, od 16.09.1963) |

Niemcy (RFN)
| - Ernst Achenbach (FDP, od 16.10.1964) - Harri Bading (SPD, od 1964) - Alwin Kulawig (SPD, od 1964) | - Helmut Rohde (SPD, od 1964) - Walter Seuffert (SPD, od 1964) - Heinz Starke (FDP, od 1964) |

## Przewodniczący grup
- SOC: Willi Birkelbach (do 1964) Käte Strobel
- CD: Alain Poher
- LIB: Gaetano Martino
- COM: Eugenio Reale

## Rozkład mandatów według państw i grup (na koniec kadencji)
| Grupa poselska Państwo członkowskie | SOC | CD | LIB | COM | Niez. | Razem |
| Belgia                              | 4   | 7  | 1   |     | 2     | 14    |
| Francja                             | 10  | 13 | 6   |     | 7     | 36    |
| Holandia                            | 4   | 8  | 2   |     |       | 14    |
| Luksemburg                          | 2   | 1  | 2   |     | 1     | 6     |
| Niemcy                              | 14  | 19 | 3   |     |       | 36    |
| Włochy                              | 6   | 21 | 4   | 1   | 4     | 36    |
| Unia Europejska                     | 40  | 69 | 18  | 1   | 14    | 142   |